# سوفي ديفين
سوفي ديفين (1 سبتمبر 1989 - ) (بالإنجليزية: Sophie Devine) هي لاعبة كريكت نيوزلندية. شاركت مع منتخب نيوزيلندا الوطني للكريكت.

## وصلات خارجية
- سوفي ديفين على موقع إي آس بي آن كريك إنفو (الإنجليزية)